# Luigi Bazoli
Luigi Bazoli (Desenzano sul Lago, 23 gennaio 1866 – Desenzano del Garda, 24 maggio 1937) è stato un avvocato e politico italiano, deputato alla Camera dal 1919 al 1921.
È capostipite della famiglia politica bresciana dei Bazoli. I figli Stefano ed Ercoliano furono rispettivamente deputato alla Camera, dal 1948 al 1953, e presidente della provincia di Brescia, dal 1951 al 1970. Il nipote Luigi, figlio di Stefano, fu assessore all'Urbanistica nella giunta del sindaco Trebeschi, mentre il pronipote Alfredo è deputato alla Camera dal 2013. Un altro dei nipoti, Giovanni, anch'egli figlio di Stefano, è stato presidente di banche e finanziarie dell'area cattolica italiana.

## Biografia
Compì gli studi nel Liceo Ginnasio di Desenzano sul Lago, dove al termine, nel luglio 1883, conseguì la licenza liceale d'onore, ottenendo la medaglia d'argento del Ministero della Pubblica Istruzione grazie ad una segnalazione di Giosuè Carducci.
In seguito, frequentò la Facoltà di Giurisprudenza di Padova dove nel luglio 1887 si laureò a pieni voti.
Entrò nello studio dell'avvocato Giuseppe Tovini a Brescia e cominciò la sua partecipazione attiva nel movimento politico cattolico. Nel 1895, fu tra i promotori dell'alleanza con il movimento politico dei moderati che vinse le elezioni di maggio per il rinnovo generale sia del consiglio comunale cittadino sia di quello provinciale. Eletto in rappresentanza del mandamento di Montichiari, il 12 agosto 1895 fu nominato componente della deputazione presieduta da Pietro Frugoni e fu confermato in tale ruolo il 14 agosto 1899. Terminò il mandato nell'agosto 1902. Alle elezioni provinciali suppletive del 1905, fu eletto nel primo mandamento di Brescia, per poi diventare consigliere del mandamento di Lonato in quelle del 1914 e del 1920. A dicembre fu eletto vicepresidente del consiglio provinciale.
Fu consigliere comunale di Brescia dal 1895 al 1923. Sostenne le giunte dell'alleanza clerico-moderata dei sindaci Ludovico Bettoni (1895-98), Carlo Fisogni (1898-1902) e Vincenzo Bettoni Cazzago (1905-06). Fu consigliere comunale d'opposizione alla giunta liberale zanardelliana di Federico Bettoni (1902-04), in cui si distinse per essersi astenuto alla commemorazione funebre di Giuseppe Zanardelli, e in quelle di Girolamo Orefici (1906-12) e di Paolo Cuzzetti (1912-14).
Con la vittoria dell'alleanza dei clerico-moderati nel febbraio 1915, divenne assessore alla Pubblica Istruzione nella giunte condotte dal sindaco Dominatore Mainetti (1915-19) e dal prosindaco Arturo Reggio (1919-20). Al termine della prima guerra mondiale fu tra i fondatori della sezione bresciana del Partito Popolare Italiano. Alle politiche del 1919 fu eletto deputato per il collegio di Brescia e partecipò ai lavori della XXV Legislatura.
Con l'avvento del fascismo si ritirò a vita privata. Nel suo studio accolse Pietro Bulloni, primo prefetto di Brescia dopo la caduta del fascismo. Morì nel pomeriggio del 24 maggio 1937 a Desenzano del Garda.
Fu promotore e dirigenti dell'Associazione Maestri Cattolici Nicolò Tommaseo e della Libera Associazione dei Comuni Italiani. Assieme a Giorgio Montini, Angelo Zammarchi e Livio Tovini fondò l'editrice La Scuola e la rivista "Scuola Italiana Moderna".

## Opere
- Nelle nozze Parini-Venturi, 1 settembre 1894, Brescia, Tipografia Queriniana, 1894.